# Zhang Jiaxiang
Zhang Jiaxiang (张家祥S, Zhāng JiāxiángP; Nanchino, 30 ottobre 1932 – Nanchino, 29 dicembre 2019) è stato un astronomo cinese, in contesto anglosassone noto come Chia-Hsiang Chang.
Nel 1951 entrò nell'osservatorio della Montagna Purpurea sotto la direzione di Zhang Yuzhe. Tra il 1965 e il 1972 lavora al progetto che porta al lancio del primo satellite artificiale cinese. 
Il Minor Planet Center gli accredita la scoperta dell'asteroide 5384 Changjiangcun effettuata l'11 novembre 1957.
Gli è stato dedicato l'asteroide 4760 Jia-xiang.